# Otto Ender
Otto Ender (24. prosince 1875, Altach – 25. června 1960, Bregenz) byl rakouský politik a kancléř Rakouska v letech 1930–1931.

## Životopis

### Mládí
Otto Ender vystudoval jezuitskou školu ve Feldkirchu. Studoval práva v Innsbrucku, Freiburgu, Praze a Vídni.

### Politik
Roku 1915 byl ředitelem Hypoteční banky ve Vorarlbergu. Za války pomáhal dodávat vojákům obilí. V letech 1920–1934 byl členem Spolkové rady, ve stejné době byl i hejtmanem Vorarlberska.
V letech 1930–1931 byl rakouským kancléřem. Roku 1934 byl kancléřem Dollfussem pověřen vytvořením „květnové ústavy“, která změnila Rakousko na austrofašistický stát. Od té doby až do roku 1938 byl předsedou rakouského soudu.
Po anšlusu žil nuceně ve Vídni, nacisté mu uložili „Gauverbot“ (zákaz pobytu v župě Tirol-Vorarlberg). Po válce mu byl opět nabídnut post kancléře, ale Ender odmítl. Věnoval se podpoře dopravních projektů jako například neuskutečněnému propojení Rýna s Bodamským jezerem a splavnění tohoto úseku. V roce 1947 se stal prezidentem rakouského sdružení Rheinschifffahrtsverband. Zemřel ve věku 84 let.